# The Waldo Moment
«The Waldo Moment» —en español: «El momento Waldo»— es el tercer episodio de la segunda temporada de la serie de ciencia ficción distópica británica Black Mirror. Escrito por el creador de la serie Charlie Brooker, basándose en una idea previa de Brooker y Christopher Norris, el episodio está dirigido por Bryn Higgins y se estrenó en Channel 4 el 25 de febrero de 2013. 
El episodio narra la historia de Jamie (Daniel Rigby) un fracasado actor de comedia cuyo trabajo es poner la voz y el movimiento de un oso azul de dibujos animados llamado Waldo mientras realiza incisivas entrevistas a políticos y figuras relevantes. Jack (Jason Flemyng), el productor de televisión donde se emite el programa, decide presentar a Waldo como candidato a unas elecciones parlamentarias en curso para llamar la atención de público. Sin embargo la inicial broma toma proporciones inesperadas frente a los candidatos del partido laborista (Chloe Pirrie) y conservador (Tobias Menzies). 

## Argumento
Jamie Salter (Daniel Rigby) es un actor de comedia con una trayectoria en decadencia que trabaja en televisión. Jamie realiza la voz y los movimientos, a través de un sistema de conexión remota, de un oso azul de dibujos animados llamado Waldo. Los entrevistados al programa, políticos y personas de relevancia, creen que las entrevistas de Waldo están dirigidas a un programa de televisión para niños, pero en realidad están destinados para un late-show cómico que se emite a altas horas de la noche. El oso Waldo, gracias a las preguntas incisivas de sus entrevistas, adquiere una extrema popularidad entre el público británico, y se le encarga un programa piloto para su propia serie. Pero pese al éxito que le reporta el personaje Jamie se siente deprimido e insatisfecho con su vida.
Durante una sesión preparatoria del espacio piloto de Waldo el productor Jack Napier (Jason Flemyng), que es quien posee los derechos sobre Waldo, sugiere en broma que el dibujo animado debería competir contra políticos reales en las próximas elecciones parciales en la ciudad de Stentonford. Eso le permitiría enfrentarse a uno de sus entrevistados anteriores, el candidato conservador Liam Monroe (Tobias Menzies), con quien mantuvo una disputa previa pero es el candidato con más posibilidades de ganar. Jamie, preocupado por entrar en el mundo de la política, acepta a regañadientes participar. El dispositivo de la productora se dirige hacia un mitin de Monroe, con la intención de humillarlo públicamente, mientras proyecta a Waldo en una pantalla en el lateral de una furgoneta. A lo largo de la campaña Jamie también se encuentra con Gwendolyn Harris (Chloe Pirrie), la candidata del Partido Laborista a las elecciones parciales que, aunque no parece tener ninguna posibilidad de ganar, participa en las elecciones parciales para promover su propia carrera política. Jamie y Gwendolyn conectan y poco a poco empiezan a forjar una relación. Llegan a dormir juntos pero Gwendolyn, aconsejada por su encargado de campaña para que mantenga la distancia con Jamie, decide alejarse de él. Jamie, incapaz de entender por qué Gwendolyn lo evita, desarrolla un desdén por los políticos de carrera.
Jamie, tras un intento de Monroe de burlarse de él en un programa de televisión, arremete públicamente contra la artificialidad de los políticos señalando a Gwendolyn como una política de carrera. Este discurso rápidamente se convierte en un éxito en YouTube y Waldo gana más apoyo público. Mientras tanto la campaña de Gwendolyn rápidamente entra en barrena. Tanto Jamie como Napier se reúnen con Jeff Carter (David Ajala), integrante de una agencia estadounidense no identificada que afirma que, como Waldo no es una persona real, tiene el potencial de convertirse en un rostro popular de una autoridad mundial que, de otro modo, sería impopular. Jamie se resiste a esa idea y trata de disculparse con Gwendolyn por sus comentarios públicos pero ella lo rechaza enfadado. El último día de la campaña electoral Jamie ruega al público que no vote por Waldo, abandona el centro de control y trata de destruir la pantalla desde donde se proyecta la imagen del oso azul. Napier entonces se hace cargo de los controles de Waldo y, ofreciendo una recompensa, le pide al público que ataque a Jamie. El día de las elecciones Jamie observa los resultados desde la cama de un hospital: Monroe gana, Waldo (ahora con la voz de Napier) queda en segunda posición y Gwendolyn tercera. Napier, no aceptando el resultado, induce al público a que provoque disturbios y protestas.
Durante los títulos de crédito se muestra Jamie desahuciado de su casa. Waldo es ahora la representación virtual y simpática de ese impopular político de primera fila de Estados Unidos. Jamie, enfadado, intenta destrozar una pantalla con la imagen de Waldo pero es agredido por la policía.

## Reparto
- Daniel Rigby - James "Jamie" Salter / Waldo
- Chloe Pirrie - Gwendolyn Harris
- Jason Flemyng - Jack Napier
- Tobias Menzies - Liam Monroe
- Christina Chong - Tamsin
- James Lance - Conor Simpson
- Ed Gaughan - Shaun
- Kenneth Collard - Jim
- Michael Shaeffer - Roy
- Pip Torrens - Philip Crane
- David Ajala - Jeff Carter
- James Richard Marshall - Agente de campaña de Monroe
- Jack Monaghan - Anfitrión
- Louis Waymouth - Simon Finch
- Daniel Tatarsky - Oficial
- Michael Webber - Comité de Selección
- Abigail Thaw - Comité de Selección
- Bruce Mackinnon - Comité de Selección
- Amber Anderson - Sara
- James Howard - Periodista
- Charlotte Longfield - Compradora
- Sarah Hoare - Mujer

## Recepción crítica
Charlie Brooker en declaraciones realizadas en el diario El País indicaba sobre este capítulo: "El Brexit no forma parte del universo de Black mirror porque, la verdad, no lo vimos venir por ningún lado. Cuando hicimos el episodio de Waldo [el tercero de la segunda temporada], y abordamos el problema del populismo y el desencanto de la gente con la política, no sabíamos que esto podría ocurrir".
Natalia Marcos y Eneko Ruiz Jiménez en el artículo "Black Mirror: todos los episodios ordenados de peor a mejor" publicado en el diario El País le otorga la posición 16 de 19 indicando: "The Waldo Moment tiene un punto de vista interesante que, además, con la llegada del candidato republicano a la Casa Blanca, Donald Trump, ha ganado puntos en veracidad. Como episodio, sin embargo, es poco memorable. Su idea principal no se desarrolla como algo muy creíble, su personaje tampoco tiene demasiada gracia y su protagonista resulta difícil de empatizar".
Pablo Vande en el artículo "Black Mirror también 'predijo' el ascenso de Donald Trump" publicado en el diario El País reseña: "Dejemos que la gente vote. Pulgares arriba, pulgares abajo. La mayoría gana. Eso es una verdadera democracia”. Así intenta convencer el productor general del show de Waldo, al hombre que lo maneja detrás de cámara, que al darse cuenta de lo peligroso que puede llegar a ser su personaje quiere echarse atrás. Black Mirror coquetea con los efectos negativos de la tecnología en las sociedades. Este capítulo no había tenido la repercusión de otros grandes guiones de la serie, pero como se ha comprobado en otras ocasiones, las historias de Charlie Brooker se transforman en realidad. Eso es lo que asusta de la serie, que este miércoles lanzó incluso un sarcástico tuit: “Esto no es un episodio. Esto no es marketing. Es la realidad”.
Lorena Papi en su crítica publicada en la web EspinOf reseña: "The Waldo Moment representa y unifica todos los ideales que han ido forjándose en el mundo con los movimientos civiles, si no en sus formas (claramente) sí en el contenido. Brooker nos presenta una sociedad que no difiere tanto de la nuestra, en la que la gente ya no cree en nada. La gente está tan decepcionada y tan desilusionada que acaba creyendo que un dibujo animado puede llegar a representarles, porque al menos es sincero. Y aunque no presenta ninguna propuesta ni tiene ninguna postura política, para los ciudadanos de esta sociedad es una alternativa real a los partidos políticos. No es casual que el capítulo comience con la noticia de un parlamentario obligado a dimitir tras publicarse en su cuenta de Twitter algunas fotos comprometidas. Brooker ha querido con ello dibujar una clase política corrompida que necesita una regeneración urgente. Y es ese contexto el que parece justificar el descrédito y el hastío de los ciudadanos".
David Sims, en The A.V. Club, calificó el episodio de C+ indicando: "simplemente no hay suficiente trama en El Momento Waldo para hacer que dure mucho más de 15 minutos (...) El episodio no ayuda al estar todos sus personajes de acuerdo".
Ryan Lamble, en Den of Geek, concluyó con una opinión similar diciendo: "Este fue un episodio menor de Black Mirror en parte porque la calidad de otros ha sido alta. El Momento Waldo no obstante está lleno de escenas muy conseguidas".
Serena Davies en The Daily Telegraph otorgó al episodio 3 de 5 estrellas y escribió: "Brooker no pasó de novato, al menos no hasta el final, mostrando una visión distópica convirtiendo a Waldo en un medio de control mental universal".